# Zaběhlá
Zaběhlá nebo Záběhlá někdy zvaná také Mozolín, Mozolov je zaniklá obec, která se nacházela 8–10 km severozápadně od Rožmitálu pod Třemšínem v nadmořské výšce 680 m n. m. pod vrchem Kočka. Zaběhlá byla politická a katastrální obec s plochou katastru 1288 ha. Dělila se na Přední Zaběhlou, Zadní Zaběhlou a osadu Budy. Po nástupu komunistického režimu bylo v roce 1951 rozhodnuto o rozšíření vojenského újezdu Brdy. Obyvatelé Zaběhlé byli v roce 1952 vystěhováni a celá vesnice byla roku 1953 srovnána se zemí. Se zrušením vojenského újezdu Brdy v roce 2016 připadlo území bývalé Přední Záběhlé k obci Věšín v okrese Příbram a území bývalé Zadní Záběhlé k obci Strašice v okrese Rokycany.

## Název

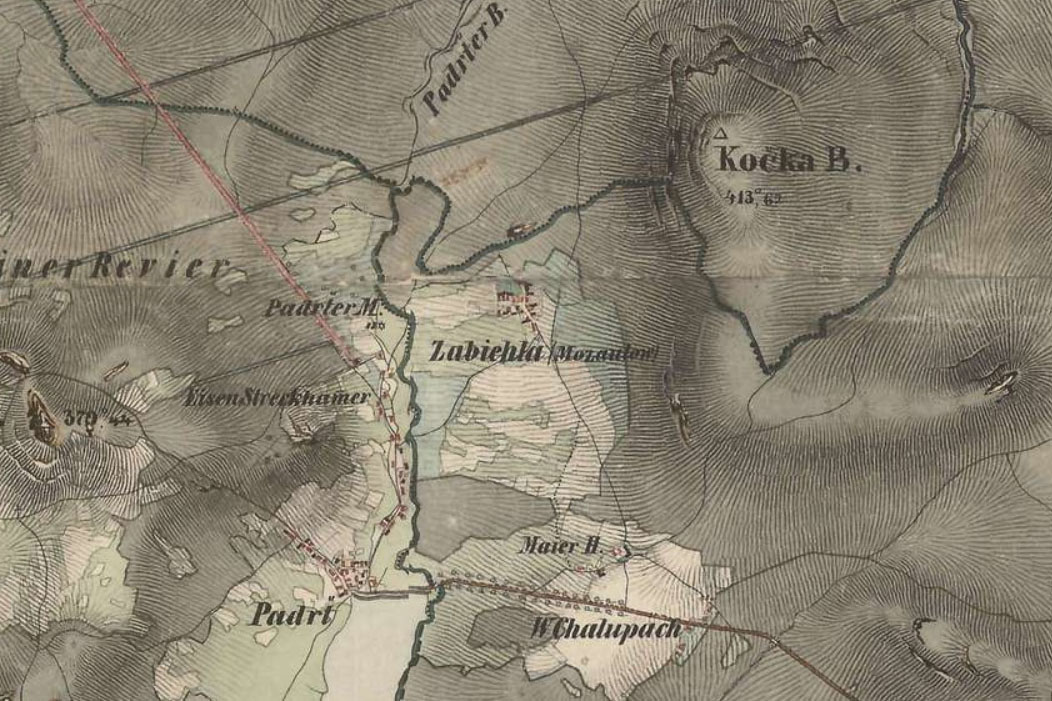
Zaběhlá zvaná Mozolov

Podle pověsti byla poblíž teslínského kláštera malá ves Břízkovec, která byla zničena ve válkách. Tehdy si lid vyprávěl jak její obyvatelé před pronásledovateli zběhli do okolních lesů, kde založily novou osadu, která se od těch dob jmenovala Záběhlá.
Zmínka o vzniku přezdívky obce – Mozolov, dokresluje zdejší tvrdé pracovní podmínky: „Záběhelšťané byli honěni nástiným drábem z dřiny do dřiny, ani se nezastavili. Už si nemohli pomoci. Šli si postesknout k vrchnosti a poprosit ji o malou úlevu. Starosta šel se dvěma radními k vrchnosti, promluvil několik slov a dodal: „Tyhle mozoly to nejlépe povídají“. Všichni tři obrátili tvrdé ruce dlaněmi vzhůru. Černaly se na nich mozolnaté ztvrdliny, z některých tříštila krev. Správce vrtěl hlavou a že tu věc napraví. Čekali nějaké ulehčení, ale zůstal přísný dráb a jeho týrání dále. Vypravili se tedy k vrchnosti znova: „Á mozoláci jsou tu zase!“ povídá správce. Ti tři přišli domů a vyprávěli, jak jim řekl správce. Název Mozoláci se roznesl po okolí a tak se dosud doptáte na Mozolov a Mozoláky.“

## Geografie
Území se nachází ve Středních Brdech v nadmořské výšce okolo 600 m n. m. Z hlediska fytogeografického jedinou oblastí oreofytika (oblast horské květeny) ve středních Čechách. Jsou považovány za jediné území v Evropě, kde se lze v této zeměpisné šířce a nadmořské výšce ještě setkat s přechodem mezi tajgou a severskou tundrou. Jsou tu zdokumentovány geomorfologické jevy, s nimiž se na českém území lze setkat pouze v Krkonoších nebo Jeseníkách.
V blízkosti se nachází Padrťské rybníky. Kromě nich se poblíž nachází soustava rybníků Výtažník, Šindelka, Gricák a Ledvinka a protéká zde řeka Klabava, dříve místně nazývaná jako Padrťský potok.

## Historie

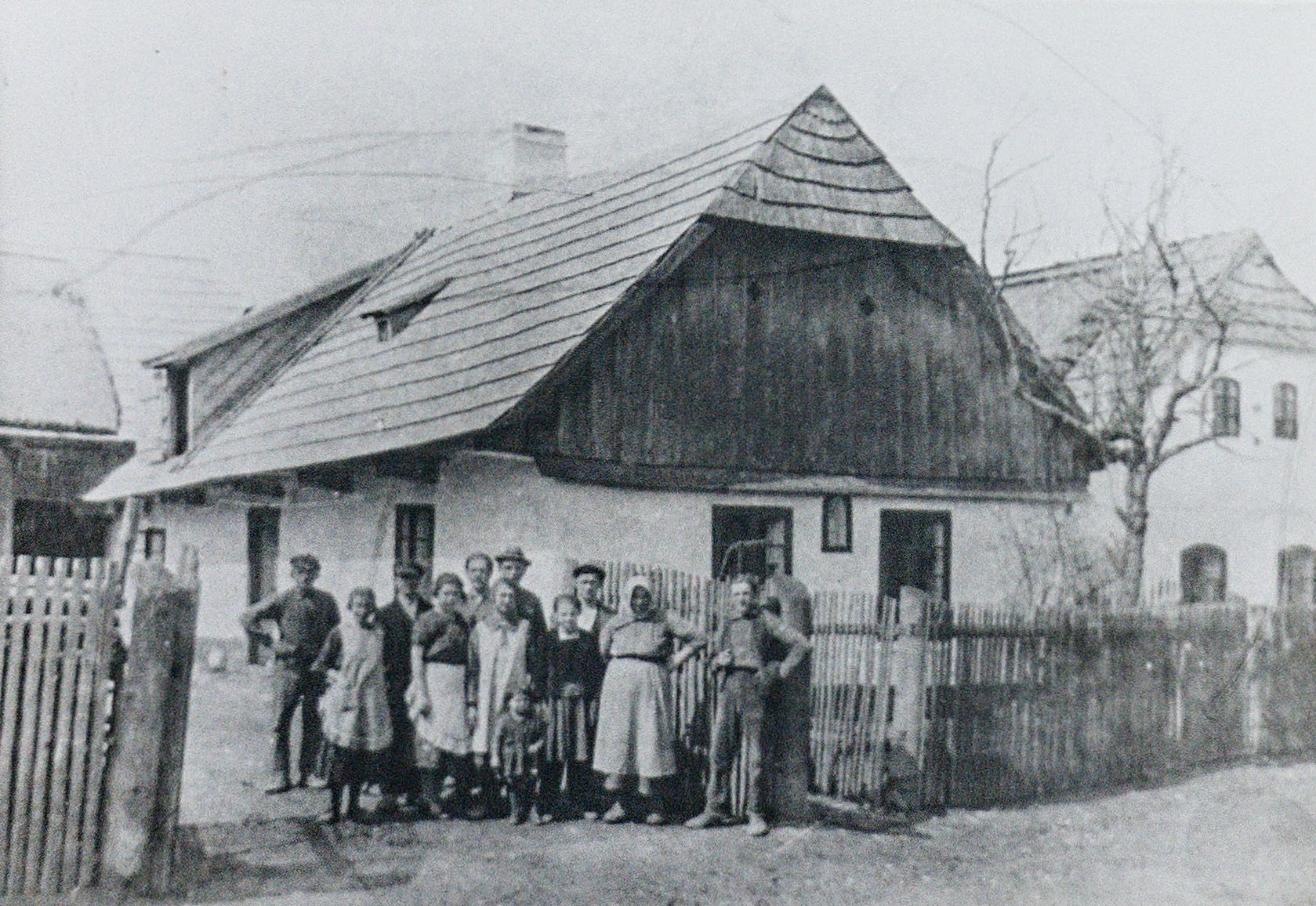
Dům Ferdinanda Voříška na Zaběhlé, „U Krejčů“

Roku 1565 jsou zde zmiňovány jen louky na Zaběhlé, které patřily k rožmitálskému panství. V roce 1623 získalo rožmitálské panství Arcibiskupství pražské, které jej vlastnilo až do roku 1948. První zmínka o nové vsi Zaběhle je z roku 1733. Obec založil pražský arcibiskup František Ferdinand Khünburg. Na počátku 18. století bylo Rožmitálsko pusté a málo osídlené v důsledku třicetileté války, kterou záhy v několika vlnách následovala morová epidemie. Bylo potřeba sem přivést více pracovních sil, především na těžké práce v lesích. Novým 12 osadníkům bylo dáno místo na chalupu, byly mezi ně rozděleny polnosti a louky a všem byla na 12 let prominuta robota. Nápomocni měli být jen v čase sklizně obilí. Postupně se sem stěhovalo více lidí, protože zde bylo tolik práce, že se často místní obyvatelé nestačili starat ani o vlastní hospodářství. Dvě třetiny obyvatel obce živila především práce v lese, kde káceli a pálili milíře, ale také se živili povoznictvím. Dřevo ze zdejších lesů zásobovalo především skelné a železné hutě. V blízkosti Zaběhlé se částečně těžila i železná ruda pro hutě, ale větší část se musela dovážet. V obci se vyskytovalo také cvočkařské řemeslo.

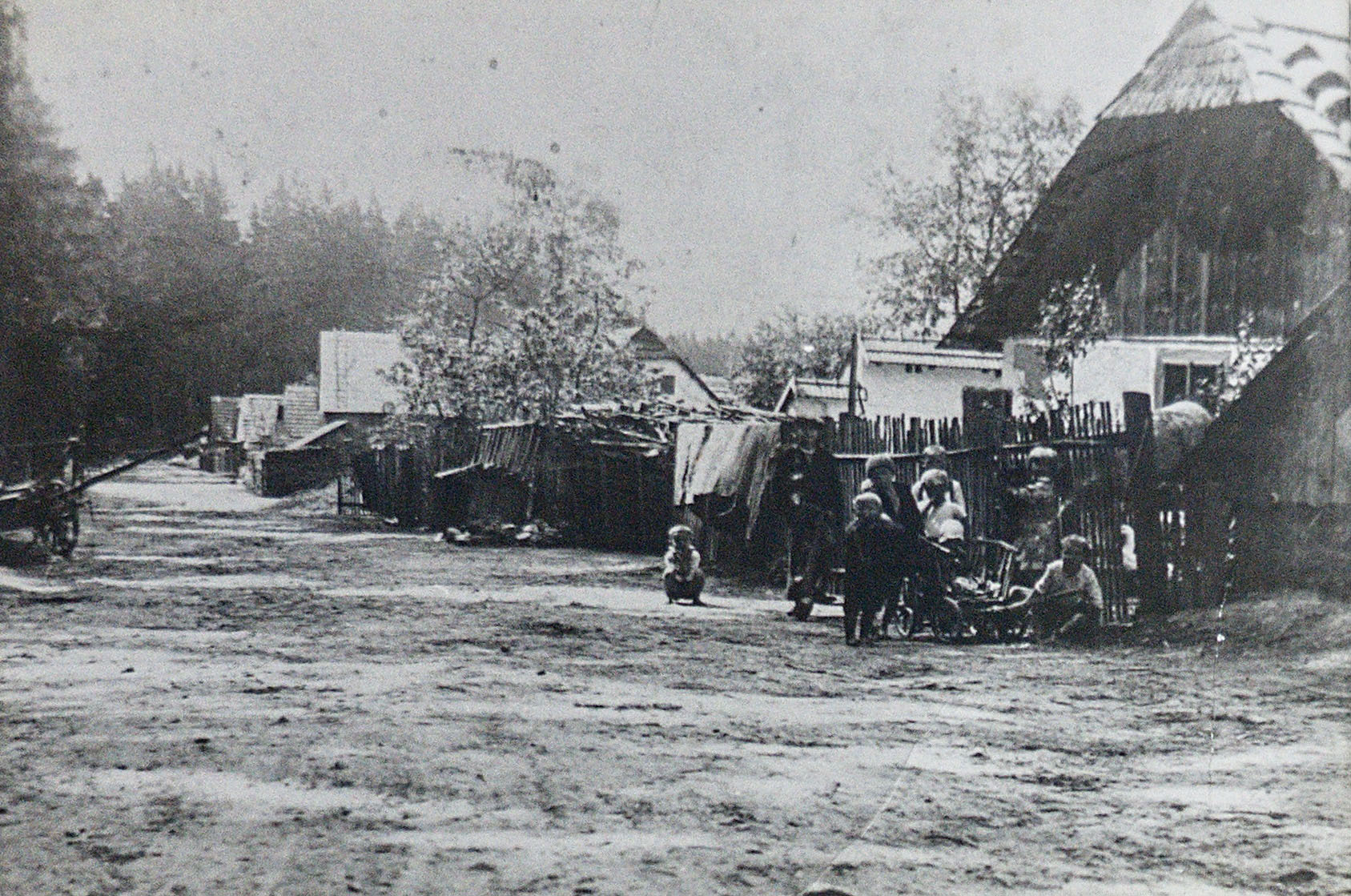
Dolejší část Přední Zaběhlé pod silnicí do Rožmitálu

Později se obec dělila se na Přední a Zadní Zaběhlou. Pro Přední Záběhlou se mezi obyvateli zažil název „V Chalupách“ a v jižní části katastrálního území byla osada, které nikdo neřekl jinak, než „V Budách“. Na rozdíl od obce Kolvín, Zaběhlá nebyla nikdy elektrifikována.
Za 1. světové války ze Zaběhlé narukovalo 48 mužů, z toho padlo 14 mužů. Z obce pocházeli 3 legionáři. Pomník padlým byl odhalen v roce 1920 před školou v Zadní Zaběhlé. Po osvobození obce v roce 1945 bylo na pomník doplněno jméno Eduarda Vilta, který byl umučen v koncentračním táboře. Společně s obcí byl pomník zničen po vytvoření vojenského újezdu Brdy po roce 1952.
V roce 1927 bylo rozhodnuto o zřízení střelnice v Brdech, převážně pro nepřímou dělostřeleckou střelbu. Rozloha střelnice je uváděna 18 – 20 tisíc ha. Tehdy do ní ještě nebyly zahrnuty obce Padrť, Přední a Zadní Záběhlá, Velcí, Kolvín a Hrachoviště, ovšem vojenské správě připadly některé lesní revíry. Proti tomuto rozhodnutí marně protestovali obyvatelé Zaběhlé i dalších dotčených obcí v okolí.

### Období 2. světové války
Za 2. světové války byla většina těchto obcí zabrána německými okupanty. Padlo rozhodnutí rozšířit výcvikovou plochu střelnice o zastavěná území obcí Padrť, Přední a Zadní Zaběhlá, Kolvín, Skořice, Příkosice, Hořice, Vísky, Trokavec, Štítov a Myt' (část Mirošova). Střelnice dostala název Truppenübungsplatz Kammwald a sloužila pro výcvik dělostřelců, pěchoty, letectva i jiných druhů vojsk a také k relaxaci frontových oddílů a dalším speciálním činnostem. Obyvatelé obcí Zaběhlá, Padrť, Kolvín, Velcí a Hrachoviště se museli do konce roku 1941 vystěhovat. Dohromady bylo vystěhováno 2 429 obyvatel. Ze Zaběhlé bylo násilně vystěhováno 30 rodin. Zůstat směli jen lesáci, lesní dělníci a formani, neboť 15. listopadu 1941 přišla vichřice, která polámala množství stromů, jež bylo potřeba vytěžit. Z obce Kolvín byli vystěhováni všichni obyvatelé bez rozdílu. Část těchto vystěhovaných se nastěhovala do opuštěných domků na Zaběhlé. V Přední Zaběhlé byla vybudována četnická stanice a na lesní louce Studánka vznikl v roce 1945 výcvikový tábor pro Hitlerjugend. Někteří obyvatelé Zaběhlé během okupace pomáhali sovětským partyzánům, kteří se ukrývali v okolních lesích. Pro nepřátelskou činnost bylo zatčeno 7 občanů. Eduard Vilt, lesní dělník z Přední Zaběhlé byl odvlečen do koncentračního tábora a zemřel během pochodů smrti. Po osvobození se vystěhovaní obyvatelé začali vracet do svých domovů, které byly často zdevastované. Do Brd se vrátila i československá armáda. 

### Zánik obce
Po nástupu komunistického režimu byl v roce 1949 byl vydán nový zákon o Vojenských újezdech. Původní označení „střelnice Brdy“ bylo nahrazeno novým názvem „vojenský újezd Brdy“. Téhož toku byl svépomocí občanů z Přední Zaběhlé vybudován spádový vodovod, na který byly napojeny všechny usedlosti v Přední Zaběhlé. Tento náročný počin, byl však brzy zmařen. V roce 1951 bylo rozhodnuto, že se vojenský újezd Brdy rozšíří a obce Zaběhlá, Padrť, Kolvín, Hrachoviště a Velcí zaniknou. Obyvatelé se museli vystěhovat do roku 1952, přičemž pozemky byly bez možnosti volby vykupovány za směšně nízké částky. Na obyvatele kteří chtěli zůstat, byl vyvíjen nátlak, např. tím že bylo zrušeno autobusové spojení nebo místní obchody. V roce 1953 bylo započato s bouráním domů, které vykonali vojáci pomocných technických praporů. Všechny vesnice byly srovnány se zemí a zhruba 1 250 původních obyvatel si muselo hledat nový domov. Ani nízké finanční odškodnění vystěhovaným nikterak nepomohlo, protože krátce na to proběhla měnová reforma, kterou byly veškeré finanční úspory znehodnoceny. Zároveň se ukázalo, že pocházet z vystěhované vesnice je nepříjemný cejch, který je ve společnosti tabu.

### Svaz vyhnanců z Brd
Dne 4. května 1992 byla založena společenská organizace Svaz vyhnanců z Brd, který si dal za cíl získat důstojné odškodnění a své odejmuté pozemky zpět. Především se neúspěšně dožadoval spravedlivého odškodnění. Obyvatelé dotčených obcí si prožili nepříjemné chvíle, když byli v průběhu několika let hned dvakrát násilně vystěhováni. Členové svazu hlavně poukazují zejména na to jak za druhé vlny vysidlování nebyly dodržovány platné zákony. Dne 3. července 1993 se v sokolovně v Mirošově sešlo 180 rodáků z vystěhovaných obcí v Brdech. Ze sjezdu byly odeslány petice Federálnímu shromáždění, České národní radě a federální vládě. Na závěr setkání padrťští rodáci položili kytici k pomníku padlých z 1. světové války ve Skořicích. Dne 24. června 2000 se uskutečnilo setkání potomků rodáků, občanů a dalších příznivců obcí Padrť, Zaběhlá a Kolvín. Setkání se konalo v hostinci ve Skořicích. Při vyprávění vyšlo najevo, že Kolvín a Zaběhlá mají své kroniky, Padrť tu svoji postrádá. Dne 15. září 2007 se uskutečnil poslední sraz rodáků v restauraci Na Zámecké. Poté se vypravili do míst, kde stávaly jejich vesnice.
Dne 1. ledna 2016 vešel v platnost zákon, kterým byl zrušen vojenský újezd Brdy. Důvodem byla přílišná rozsáhlost prostoru, který byl málo využívaný a k počtu vojáků příliš velký. Na jeho místě vznikla chráněná krajinná oblast Brdy.
V roce 2020 bylo u příležitosti 80. výročí od vystěhování obyvatel, vysázeno šest lip v místech kde stávaly zaniklé obce.

## Demografie
Počet místních obyvatel stoupal až do roku 1890, kdy zde bylo zaznamenáno nejvíce obyvatel a to 565. Při sčítání o deset let později v roce 1900 poklesl počet obyvatel o 88. Nejvýraznější úbytek obyvatel nastal v roce 1940, při prvním vystěhovávání obyvatel za německé okupace. Druhá vlna vystěhování přišla po roce 1950, kdy došlo ke kompletnímu vylidnění obce.
Vývoj počtu obyvatel a počtu domů v letech 1790–1950
| Rok                   | 1790 | 1837 | 1848 | 1870 | 1880 | 1890 | 1900 | 1910 | 1921 | 1930 | 1939 | 1950 |
| --------------------- | ---- | ---- | ---- | ---- | ---- | ---- | ---- | ---- | ---- | ---- | ---- | ---- |
| Počet obyvatel        | –    | –    | 312  | 452  | 553  | 565  | 477  | 493  | 447  | 431  | 447  | 225  |
| Rozdíl počtu obyvatel | –    | –    | –    | +140 | +101 | +12  | −88  | +16  | −46  | −16  | +16  | −222 |
|                       |      |      |      |      |      |      |      |      |      |      |      |      |
| Počet domů            | 22   | 34   | 34   | 49   | 61   | 76   | 79   | 77   | 77   | –    | 89   | –    |
| Rozdíl počtu domů     | –    | +12  | 0    | +15  | +12  | +15  | +3   | −2   | 0    | –    | –    | –    |

### Obyvatelstvo

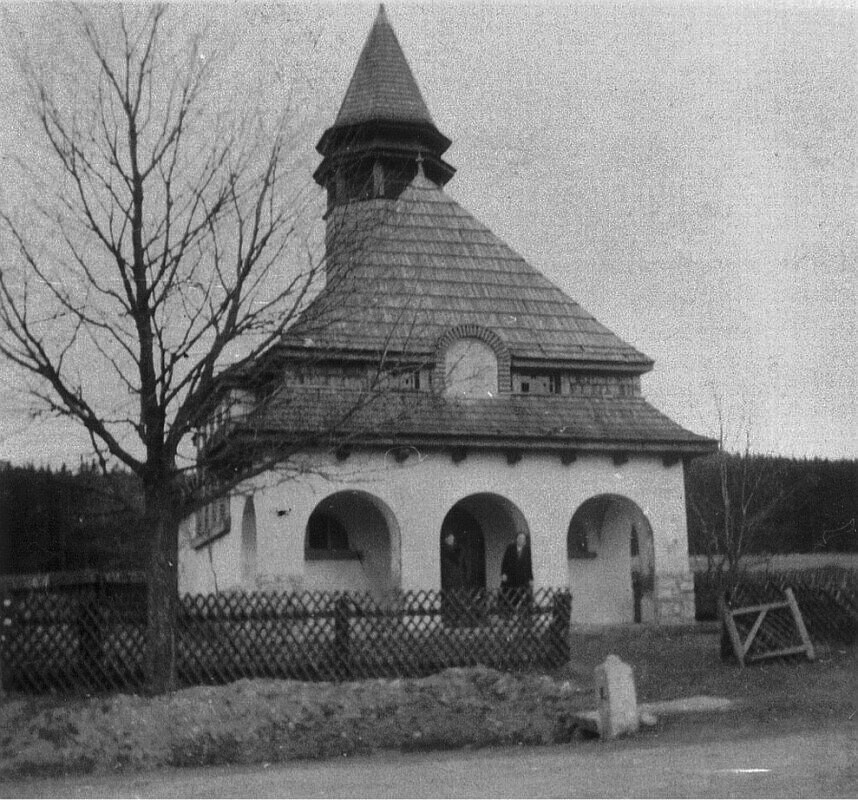
Kaple Zvěstování Panně Marii na Zadní Zaběhlé (40. léta 20. století)

Místní obyvatelé jsou v kronice obce označováni jako „Záběhelšťané“. Roku 1733 zde byli zapsáni: Vavřinec Voříšek, Martin Zíb, Václav Fous, Matěj Čejka, Václav Kozelka, Bartoloměj Halla, Matěj Duchoň, M. Červený, Jakub Ziba, Petr Kunik, Jak. Štěch, Vojt. Čejka. Později přibyli: Jan Feld, Jan Voříšek, Matěj Feld, Anna Kachlovská, Vavřinec Sazima.
Roku 1788 zde byli zapsáni: Jan Loskot, Vojtěch Voříšek, Ondřej Čejka, Matouš Sazima, Vojtěch Fous, Václav Duchoň, Bartoloměj Blažek, Matouš Kunik, Matěj Čejka, Jakub Tolma, Jan Kunik, Bartoloměj Částka, Dorota Kuniková, Jakub Tolma, Jakub Bacik, Jan Picha, Matěj Zeman, Rozina Čejková, Vincenc Krobot (myslivec panského revíru).
Počet místních obyvatel stoupal až do roku 1890, kdy zde bylo zaznamenáno nejvíce obyvatel a to 565. Při sčítání o deset let později v roce 1900 poklesl počet obyvatel o 88. Nejvýraznější úbytek obyvatel nastal v roce 1940, při prvním vystěhovávání obyvatel za německé okupace. Druhá vlna vystěhování přišla po roce 1950, kdy došlo ke kompletnímu vylidnění obce.

### Náboženský život
Obec farně patřila ke Starému Rožmitálu k místnímu farnímu kostelu Povýšení svatého Kříže. Od roku 1930 zde stála římskokatolická kaple, kterou financovalo pražské arcibiskupství. Vysvěcena byla 19. října 1930. Náklady na výstavbu tehdy činily 90 000 Kč. Kaple se stala oblíbeným místem pro uzavírání sňatků. Při sčítání obyvatel v roce 1921 zde bylo 447 obyvatel z nichž se 349 hlásilo k římskokatolické církvi, 6 k československé husitské církvi a 92 bylo bez vyznání.

## Obecní správa

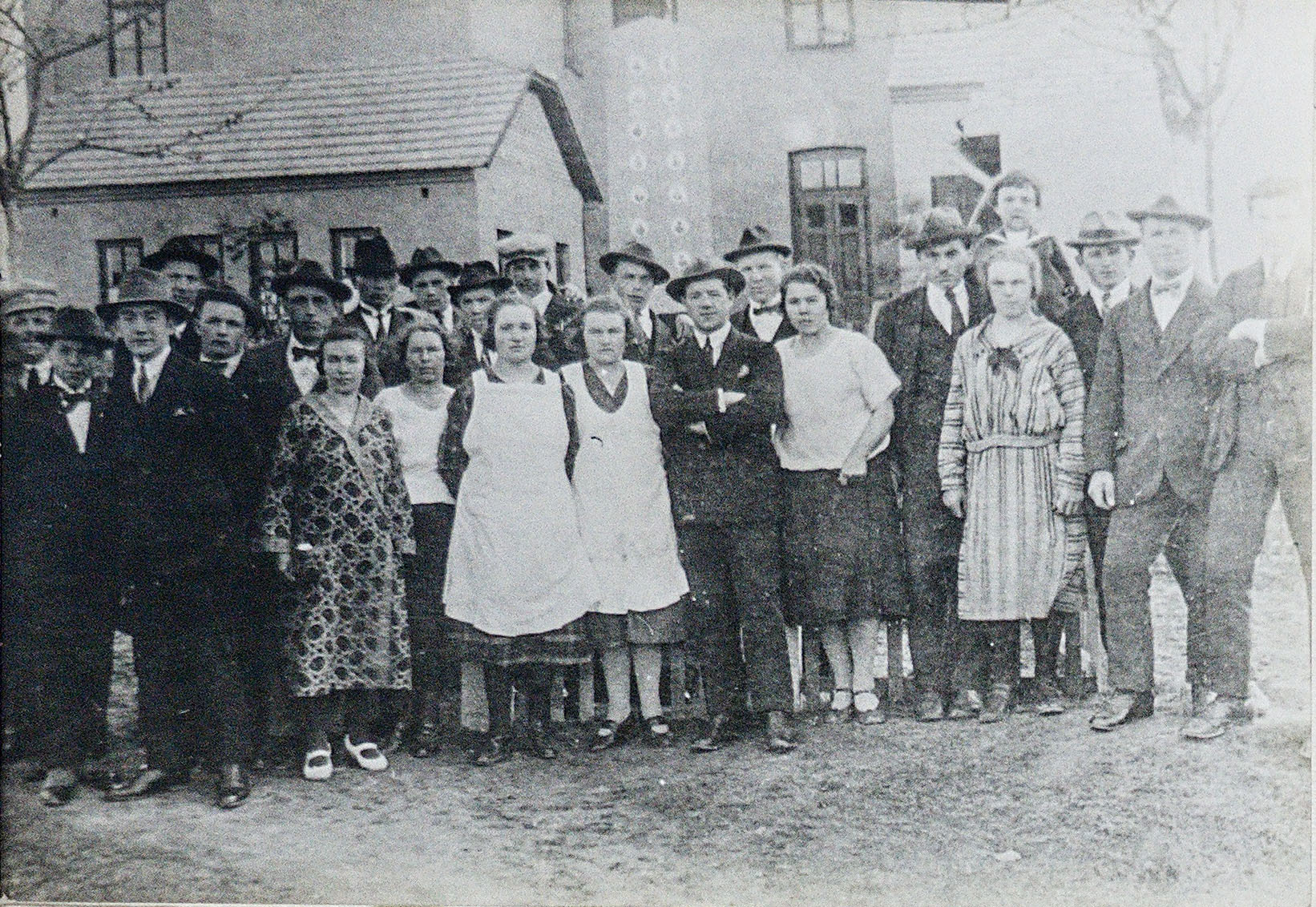
Skupina mladých lidí u pomníku obětem 1. světové války, 1926

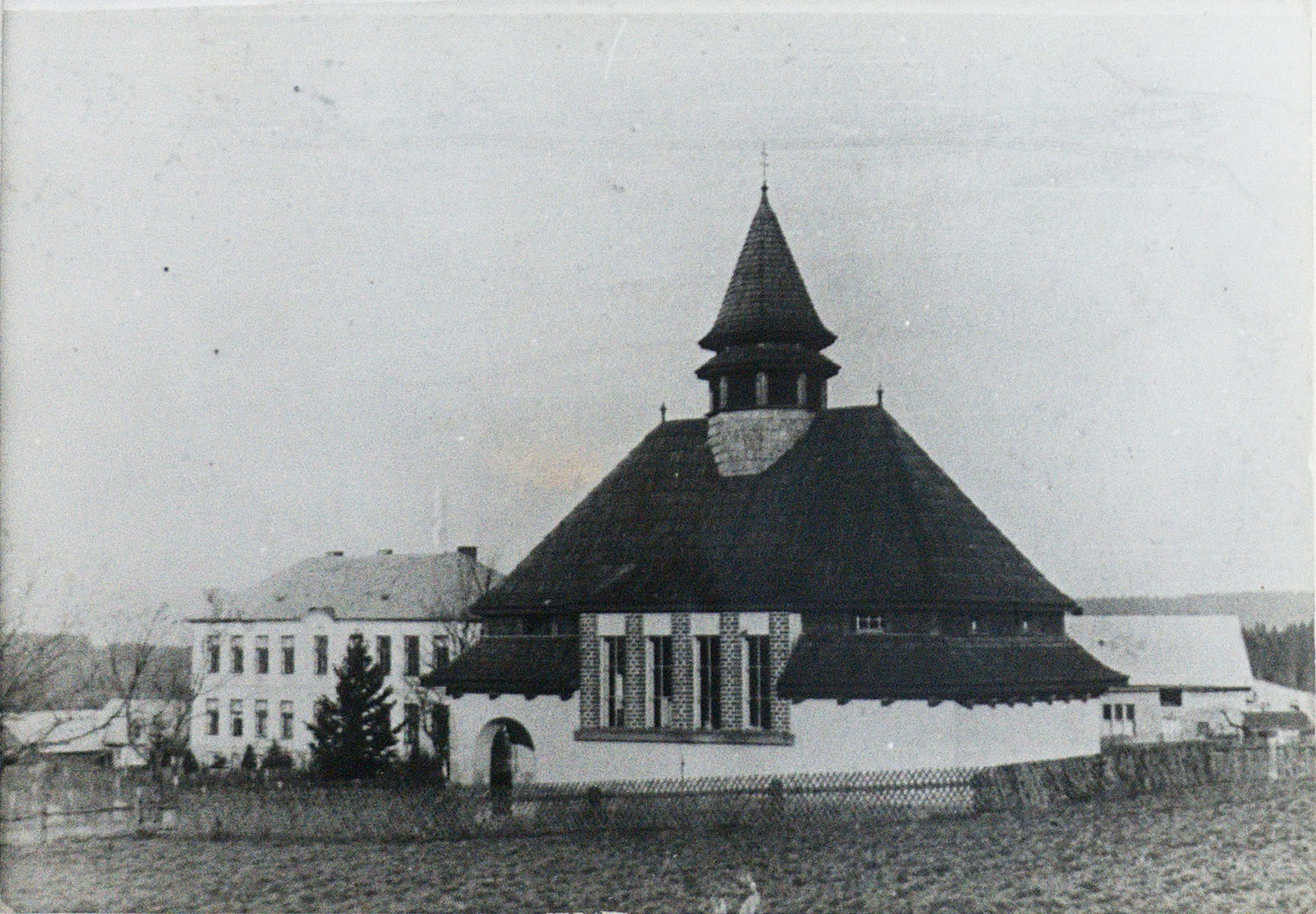
Záběhelská kaple postavená v roce 1930

Řízení obce zastával obecní úřad v jehož čele stál volený starosta a sedmičlenné zastupitelstvo z něhož byl volen jeden radní a pokladník. Obecní úřad podléhal pod  správa politického okresu Blatná. Úřad se vždy nacházel v soukromém domě stávajícího starosty, kde se konaly všechny oficiální schůze a prováděly úřední výkony. Obecní inventář sestával z jedné skříně, kde byly uloženy všechny oficiální dokumenty a náležitosti. Tato skříň se pak přenášela do příbytku nově zvoleného starosty. Taktéž dům starosty býval označen plechovou plaketou s nápisem „Obecní úřad“. Úřední zprávy byly vyvěšovány ve skříňce na kůlně ve středu obce, v níž se nacházela hasičská zbrojnice a bývalo zde uloženo i přenosné pódium divadelního ochotnického spolku. Druhá část kůlny sloužila jako zvonice. Ve vývěsní skříňce na kůlně bývala vyvěšena i tzv. palička, což byla dřevěná palička na níž se připevňoval oběžník nebo jiný dokument, který se nechával putovat celou obcí. Po přečtení měl každý povinnost, neprodleně předat tuto paličku sousedovi. Tento způsob předávání informací ovšem nezřídka kdy zklamal, ale ve své době se jednalo o běžný způsob předávání informací. V letech 1939–1945 vykonával funkci starosty vládní komisař a v letech 1945–1952 předseda místního národního výboru.
Při sčítání lidu v letech 1869–1890 Zaběhlá byla osadou obce Buková v okrese Blatná. V letech 1900–1930 bývala Zaběhlá obcí v okrese Blatná a během následujících let zanikla.

### Starostové
- Josef Jaroš (1905–1918)
- Josef Čejka (1918–1920)
- Martin Voříšek (1920–1924)
- Václav Podzimek (1924–1932)

- Václav Kuník (1932–1940)
- Rudolf Čejka (1940–1945)
- Silvestr Polák (1945–1946)

- Josef Blecha (1946)
- Martin Voříšek (1946–1947)
- Silvestr Polák (1947–1948)
- František Voříšek (1948–1949)
- Václav Vilt (1949–1952)

## Školství

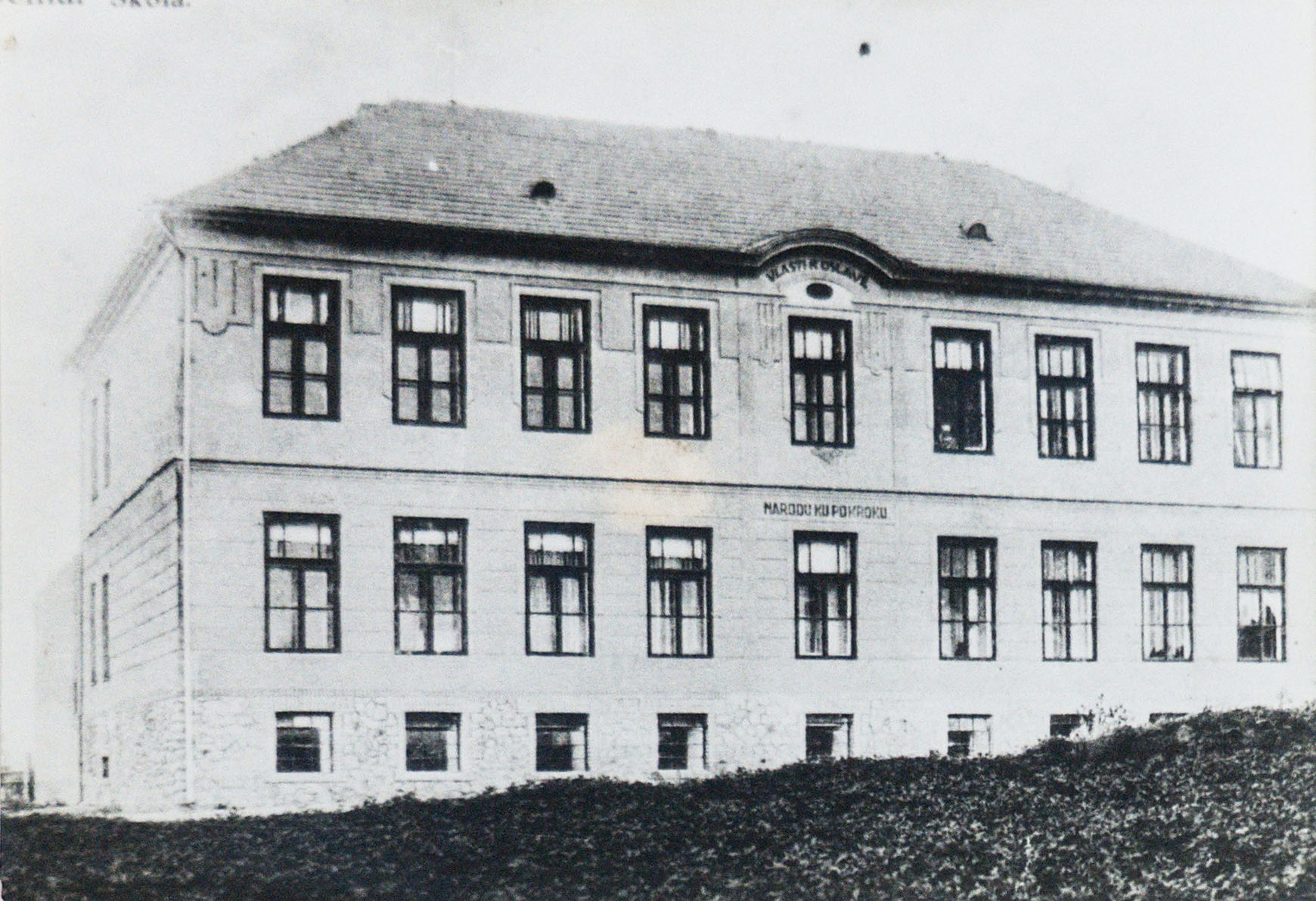
Škola na Zaběhlé vybudovaná v letech 1923–1924

Do školy děti chodily v Padrti, kde byla jednotřídní škola zřízena v roce 1804 v soukromém domě. Škola kapacitně nestačila, proto byla v roce 1864 na náklady obce Padrť vystavěna nová jednotřídní škola, která byla později rozšířena ještě o další dvě třídy. V roce 1917 okresní školní rada v Rokycanech udělila povolení ke stavbě nové školy, kvůli kterým započal spor mezi Padrtí a Zaběhlou o tom, kde by nová škola měla stát. Spor nakonec rozhodla zemská rada v roce 1920, že nová škola bude stát v Zadní Zaběhlé. Proti tomuto rozhodnutí se obec Padrť odvolala s odůvodněním, že místní škola klesne na jednotřídní a škola v Padrti má stoletou tradici. I přesto si vlastní dvoutřídní školu v Zaběhlé postavili v roce 1923. Na pozemek pro její stavbu se místní složili, každý věnoval část svého pozemku. Velkým propagátorem stavby byl majitel místního obchodu a hostince Josef Jaroš. Kolaudace školy proběhla 25. srpna 1923 a druhého dne se konala slavnost na počest dokončení stavby. Jako čestný host se dostavil bývalý ministr školství Gustav Habrman. Jednalo se prostornou budovu na pěkném místě. V průčelí školy bylo heslo: Vlasti k slávě. Národu ku pokroku. V roce 1940 byla do školy umístěna jednotka protektorátního vládního vojska a děti musely znovu docházet do školy v Padrti. V roce 1942 bylo vládní vojsko odvedeno do Itálie a v prostorách školy bylo ubytováno kolem 250 příslušníků wehrmachtu, kteří zde absolvovali výcvik, než byli odvedeni na frontu. Po skončení války se záběhelské děti opět vrátily do své školy. V roce 1949 až do likvidace obce v roce 1952 bylo vyučování ve škole přerušeno a děti ze Zaběhlé začaly opět docházet do školy v Padrti.

## Společnost

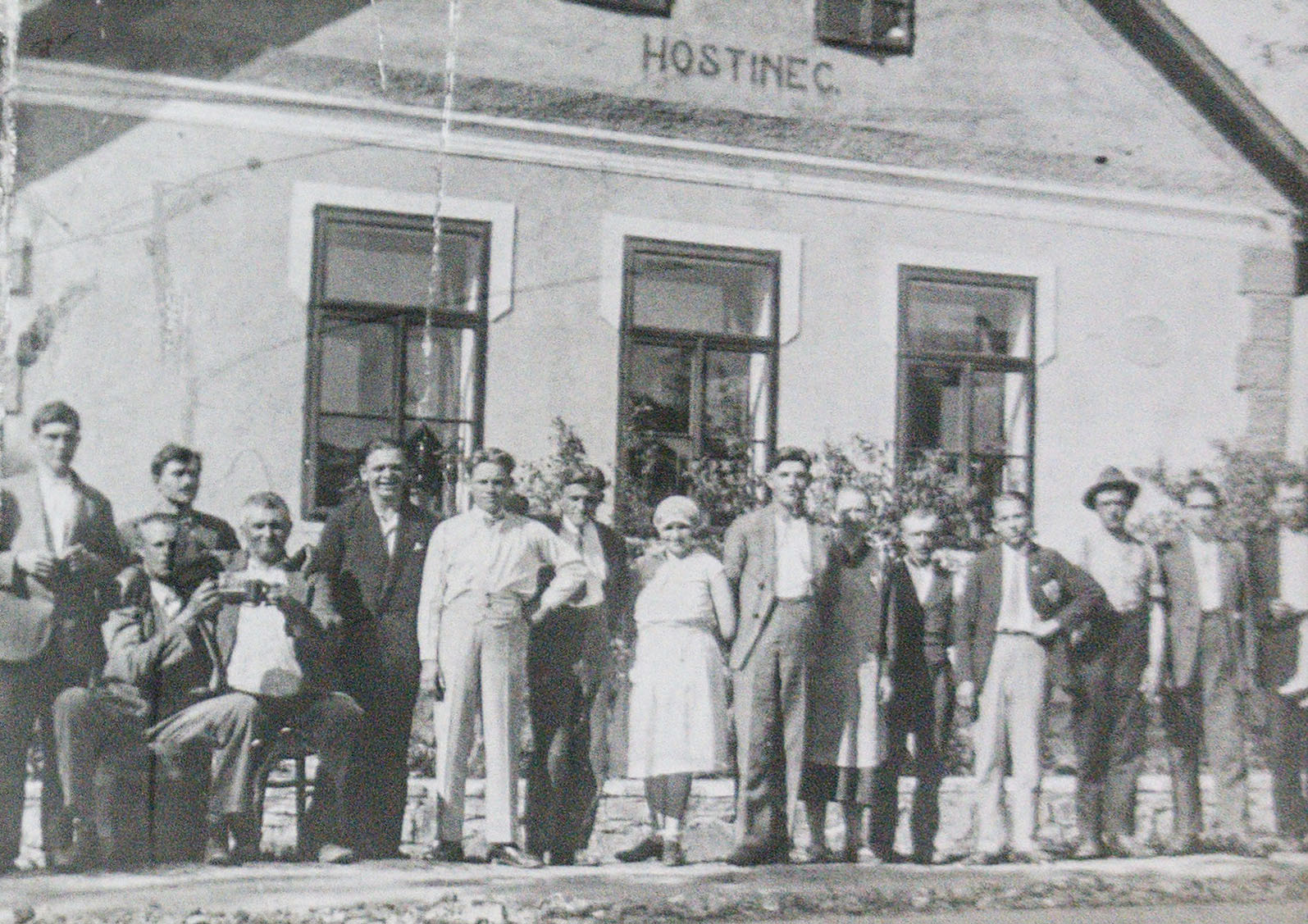
Hostinec u Soukupů, Přední Zaběhlá

Kulturní život v obci do začátku 20. století zaostával vzhledem k odlehlosti obce i náročným životním podmínkám. V roce 1922 byla v obci založena knihovna, která byla o rok později přenesena do nové školy. V Zaběhlé byly tři hospody: V Zadní Zaběhlé byl obchod a hostinec Josefa Jaroše „U Jarošů“, který naposled vlastnila v roce 1952 paní Bělohlávková z Kolvína. V Zadní Zaběhlé v domě č. 15 býval hostinec „U Honzíčků“ Jana Kuníka. V Přední Zaběhlé byl hostinec „U Soukupů“. Místní měli svůj divadelní ochotnický spolek, který byl založen v roce 1920 a své zázemí měl v hospodě U Jarošů. V roce 1930 byla založena dechová kapela, ale zanikla již v roce 1934 z důvodu nástupu většiny členů do vojenské presenční služby. Při základní škole existoval v roce 1930 divadelní kroužek pro děti. V roce 1931 zde byl oddíl dělnické tělocvičné jednoty DTJ Zaběhlá.

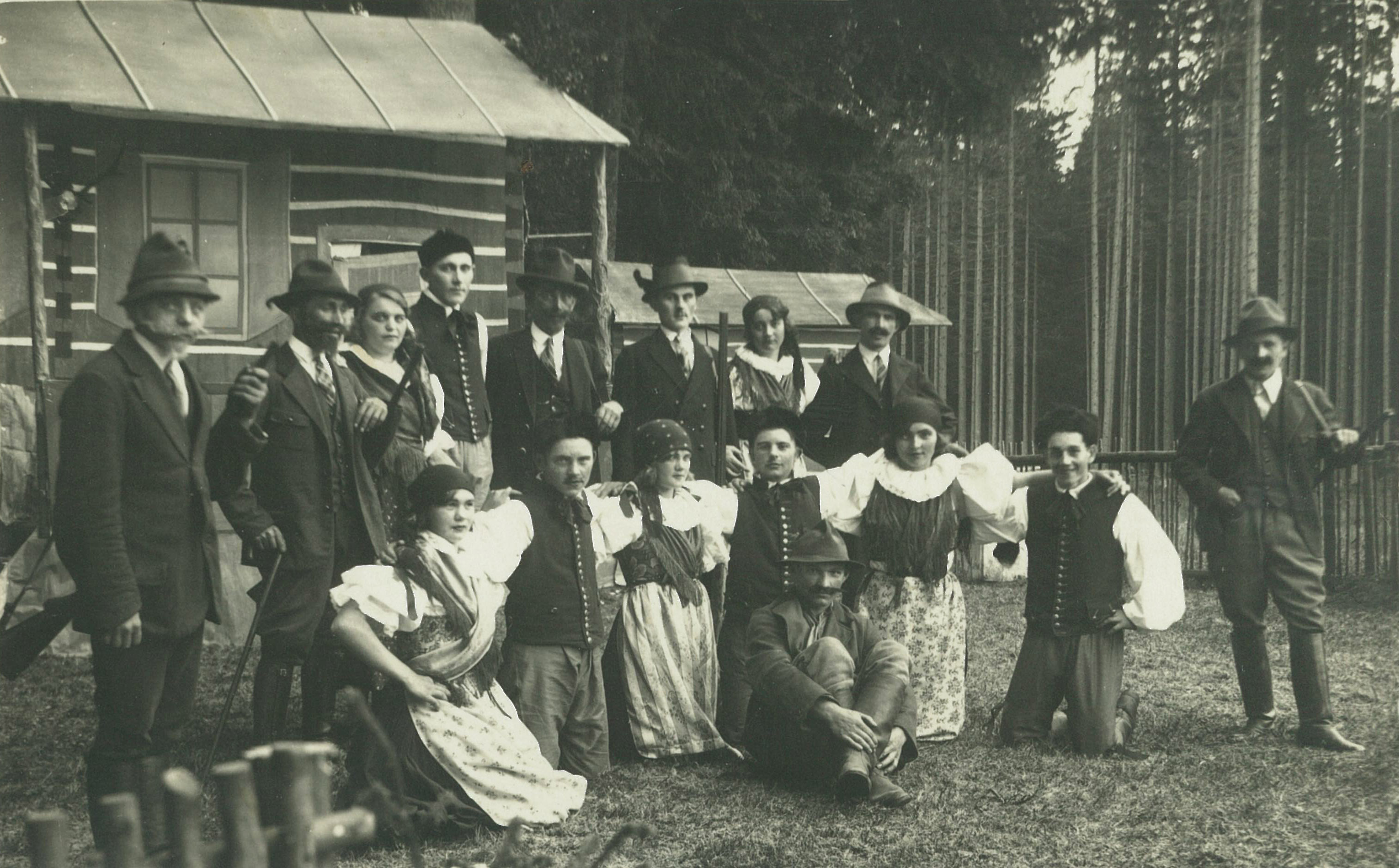
Ochotnický divadelní spolek ze Zaběhlé (kolem r. 1930)

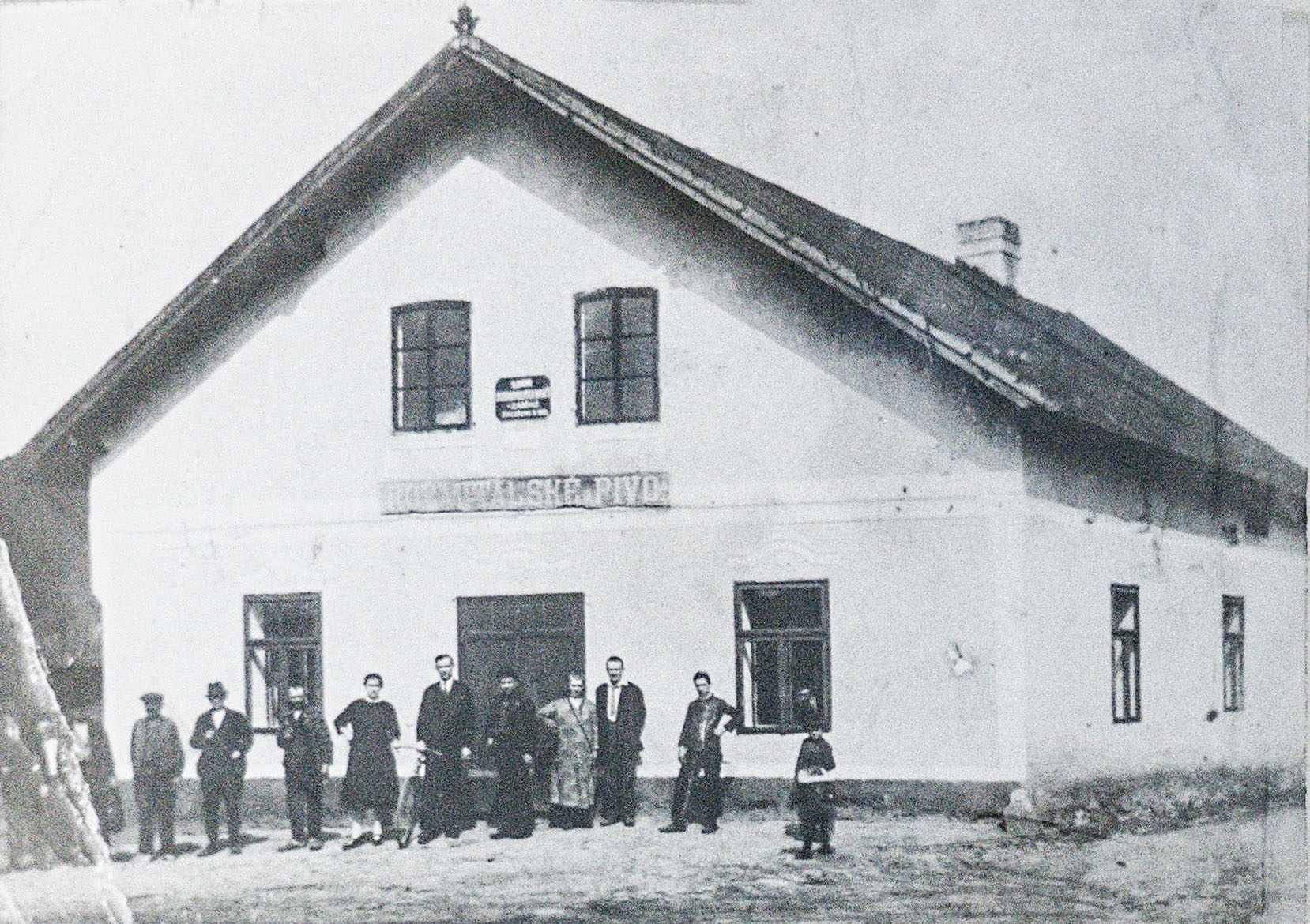
Hostinec u Honzíčků Jana Kuníka v domě č. 15, Zadní Zaběhlá

Obec patřila poštou k Rožmitálu. Od roku 1879 na Zaběhlé sídlila četnická stanice, ale v roce 1926 byla přesídlena do Věšína. V jejím objektu pak byla fořtovna vojenské lesní správy.

### Zvyky

#### Masopust
Masopustní veselí se těšilo v obci velké oblibě. Součástí těchto veselic byl i průvod masek čítající až 20 maškar (např. medvěd na řetězu, babka v nůši a lidský kůň). Atmosféru průvodu dokreslovala zasněžená krajina. Maškary doprovázel harmonikář a od roku 1930 ho vystřídala místní vesnická kapela. Průvod zastavoval před každou chalupou, kde zahrál domácím vybranou písničku a byl jimi odměněn např. koblihami či vejci. Na konci obchůzky se maškary odebraly do hospody, kde byla uspořádána maškarní zábava.   

### Myslivost
V roce 1924 byla v katastru obce Zaběhlá povolena honitba tzv. Vilpon. Uchazečům o povolení honitby bylo umožněno lovit v katastru drobnou zvěř. V katastru se lovil převážně zajíc, divoký králík, koroptev a různí draví ptáci. Srnčí zvěř se v revíru téměř nevyskytovala, protože všechny lesy byly neprodyšně oplocené dřevěným laťkovým plotem. Od roku 1940 se do revíru dostávala černá zvěř z varteckého revíru. V době okupace se honitba neprováděla a po roce 1950 úplně zanikla.

## Pamětihodnosti
- Dub na Záběhlé 1 – dvoják
- Dub na Záběhlé 2